# Saint-Étienne-de-Vicq
Saint-Étienne-de-Vicq è un comune francese di 513 abitanti situato nel dipartimento dell'Allier della regione dell'Alvernia-Rodano-Alpi.

## Società

### Evoluzione demografica
Abitanti censiti